# Rödklobben (nordost Brändö, Åland)
Rödklobben är en ö i Åland (Finland). Den ligger i Skärgårdshavet och i kommunen Brändö i landskapet Åland, i den sydvästra delen av landet. Ön ligger omkring 82 kilometer nordöst om Mariehamn och omkring 220 kilometer väster om Helsingfors.
Öns area är 3 hektar och dess största längd är 350 meter i sydväst-nordöstlig riktning.